# Paraortyx
Paraortyx — вимерлий  птах родини Paraortygidae ряду Куроподібні (Galliformes). Птах мешкав на початку олігоцену (34-29 млн років тому) в Європі. Скам'янілості знайдені у  Німеччині поблизу міста Лейпциг.

## Класифікація
- Paraortyx
  - Paraortyx lorteti (Palaeortyx cayluxensis Lydekker, 1891; Palaeortyx gaillardi Lambrecht, 1933; Ludiortyx gaillardi (Lambrecht) Brodkorb, 1964)
  - Paraortyx brancoi, Gaillard 1908